# 파나마 발보아
발보아(스페인어: balboa)는 파나마의 통화로, 1 발보아는 100 센테시모(centésimos)로 나뉜다. 통화의 이름은 스페인 제국 출신의 탐험가 바스코 누녜스 데 발보아의 이름에서 따왔다. 발보아는 주화만 있으며, 지폐는 미국 달러를 쓴다. 1 발보아 주화는 미국 1 달러 주화와 크기가 같으며, 센테시모 주화는 센트 주화와 크기 및 무게, 재료까지 같다.

## 역사
발보아는 파나마가 1904년에 콜롬비아로부터 독립하면서 콜롬비아 페소를 대체하기 위해 발행하기 시작했다. 또한 같은 연도에 파나마는 발보아를 계속 발행하는 한편 미국 달러와 환율을 1:1로 고정하고 미국 달러를 파나마의 법정 통화로 지정하는 통화 협정을 미국과 체결했다.
최초로 발행한 발보아의 종류는 2.5, 5, 10, 25, 50 센테시모 은화였다. 이 주화들은 액면가와 무게가 비례했으며 50 센테시모는 25g, 2.5 센테시모는 1.25g이었고, 크기가 작았기 때문에 '파나마 알약(Panama pill)' 또는 '파나마 진주(Panama pearl)'라고 부르기도 했다. 1907년에는 0.5 센테시모 백동화와 2.5 센테시모 백동화를 발행했으며, 1929년에는 5 센테시모 백동화를 발행했다. 1930년에는 10, 25, 50 센테시모 주화를 발행했고 1931년에는 1 발보아 주화를 발행했으며, 이 주화들은 미국 달러 주화와 크기와 재료가 같았다. 1935년에는 1 센테시모 동화를, 1940년에는 1.25 센테시모 주화를 발행했다.
1966년에는 10 센테시모 구리·니켈화와 25 센테시모 구리·니켈화, 순은 40%로 만든 50 센테시모 은화, 순은 90%의 1 발보아 은화를 발행했다. 1973년에는 50 센테시모 구리·니켈화를 발행했으며, 미국의 하프 다임과 비슷한 크기의 2.5 센테시모 주화를 발행하였으나 수요가 적어 2년 뒤에 발행을 중지했다. 1983년에는 미국 1 센트 주화가 구리로 도금한 아연화로 바뀌자 파나마도 1 센테시모 주화를 같은 재료로 바꾸어 발행했다.
2011년 리카르도 마르티넬리가 파나마의 대통령으로 재임하던 때 1 발보아 주화를 새로 발행하기 시작했으나 많이 쓰이지 않았고, 2024년에 파나마 국립은행 총재는 1 발보아 주화 유통을 점차 중지하겠다고 밝혔다. 이에 마르티넬리는 "파나마는 가난한 나라이며 1 발보아 주화의 유통을 중지하면 더 가난해진다"며 반대 의견을 드러냈다.
오늘날 발행하는 1 센테시모, 5 센테시모, 10 센테시모, 25 센테시모, 50 센테시모 주화는 각각 미국 1 센트, 5 센트, 10 센트, 25 센트, 50 센트 주화와 크기 및 무게, 재료가 같다. 2011년부터 발행한 1 발보아 주화는 1 달러 주화와 크기가 같다.
파나마는 유통 목적으로 발행하는 주화 밖에도 기념 주화로 5, 10, 20, 50, 75, 100, 150, 200, 500 발보아 주화를 발행한다.

## 주화

### 유통 중
| 액면                                             | 앞면          | 앞면                    | 뒷면          | 지름     | 두께    | 질량                                           | 재질                   | 테두리         | 발행           |
| ------------------------------------------------ | ------------- | ----------------------- | ------------- | -------- | ------- | ---------------------------------------------- | ---------------------- | -------------- | -------------- |
| 1 센테시모 Un centésimo de balboa (B/. 0.01)     |               | 우라카                  | 액면          | 19.05 mm | 1.55 mm | 3.11 g                                         | 구리 95% 아연 5%       | 평면           | 1935년 ~1982년 |
| 1 센테시모 Un centésimo de balboa (B/. 0.01)     | 2.50 g        | 우라카                  | 액면          | 19.05 mm | 1.55 mm | 구리 2.5% 아연 97.5%                           | 1983년 ~현재           | 평면           |                |
| 5 센테시모 Cinco centésimos de balboa (B/. 0.05) |               | 사라 소티요             | 파나마의 국장 | 21.21 mm | 1.95 mm | 5 g                                            | 구리 25% 니켈 75%      | 평면           | 1929년 ~현재   |
| 10 센테시모 Un décimo de balboa (B/. 0.10)       |               | 바스코 누녜스 데 발보아 | 파나마의 국장 | 17.91 mm | 1.35 mm | 2.268g                                         | 구리 91.67% 니켈 8.33% | 톱니무늬 118개 | 1966년 ~현재   |
| 25 센테시모 Un cuarto de balboa (B/. 0.25)       |               | 바스코 누녜스 데 발보아 | 파나마의 국장 | 24.26 mm | 1.75 mm | 5.67g                                          | 구리 91.67% 니켈 8.33% | 톱니무늬 119개 | 1966년 ~현재   |
| 50 센테시모 Medio balboa (B/. 0.50)              |               | 바스코 누녜스 데 발보아 | 파나마의 국장 | 30.61 mm | 2.15 mm | 11.34 g                                        | 구리 91.67% 니켈 8.33% | 톱니무늬 150개 | 1973년 ~현재   |
| 1 발보아 Un balboa (B/. 1)                       |               | 바스코 누녜스 데 발보아 | 파나마의 국장 | 38.1 mm  | 2.58 mm | 22.68 g                                        | 구리 91.67% 니켈 8.33% | 톱니무늬       | 1973년 ~2010년 |
| 1 발보아 Un balboa (B/. 1)                       | 파나마의 국장 | 바스코 누녜스 데 발보아 | 26.5 mm       | 2 mm     | 7.2 g   | 테두리: 니켈 도금 철 중심부: 니켈·황동 도금 철 | 톱니무늬와 문구        | 2011년 ~현재   |                |

### 유통 중지
| 액면                                                  | 앞면                    | 뒷면          | 지름  | 두께 | 질량   | 재질             | 테두리 | 발행          | 유통 중지 |
| ----------------------------------------------------- | ----------------------- | ------------- | ----- | ---- | ------ | ---------------- | ------ | ------------- | --------- |
| 0.5 센테시모 Medio centésimo de balboa (½¢)           | 바스코 누녜스 데 발보아 | 액면          |       |      |        | 구리 니켈        | 평면   | 1907년        | 1940년    |
| 1.25 센테시모 Uno y cuarto centésimos de balboa (1¼¢) | 바스코 누녜스 데 발보아 | 액면          |       |      |        | 구리 95% 아연 5% | 평면   | 1940년        | 1970년    |
| 2.5 센테시모 Dos y medio centésimos de balboa (2½¢)   | 바스코 누녜스 데 발보아 | 파나마의 국장 |       |      | 1.25 g | 은 90% 구리 10%  | 평면   | 1904년        | 1976년    |
| 2.5 센테시모 Dos y medio centésimos de balboa (2½¢)   | 바스코 누녜스 데 발보아 | 액면          | 18 mm |      | 3.3 g  | 구리 니켈        | 평면   | 1907년~1940년 | 1976년    |
| 2.5 센테시모 Dos y medio centésimos de balboa (2½¢)   | 바스코 누녜스 데 발보아 | 파나마의 국장 | 10 mm |      |        | 구리 니켈        | 평면   | 1973년~1976년 | 1976년    |

## 같이 보기
- 파나마의 경제